# 第22回世界スカウトジャンボリー
第22回世界スカウトジャンボリー（だい22かいせかいスカウトジャンボリー、英語: 22nd World Scout Jamboree）は、2011年7月27日から8月7日にスウェーデンスコーネ県クリシャンスタード近郊で実施された、世界最大のボーイスカウトの祭典である。世界の143の国と地域から40,061人のスカウトが集まり、史上最大の世界スカウトジャンボリーとなった。日本における今大会の略称は「22WSJ」である。

## 大会について
前述の通り40,061人のスカウト・ガールガイド(ガールスカウト)が世界から集まり、前21大会の約38,000人を上回り、史上最大の世界スカウトジャンボリーとなった。
日本からは約950人(そのうち国際サービスチーム員約60人)が日本派遣団として参加した。

## スローガン
Simply Scouting

## 会場
会場となったクリスチャンスタード近郊のリンカビィは隣国デンマークのコペンハーゲンから車で2時間ほどであった。各国派遣団はコペンハーゲン空港から陸路で会場に入れた。

## サブキャンプの一覧
3つの参加者用のサブキャンプと1つの成人用サブキャンプが設置された。参加者用サブキャンプはスウェーデン国内の地名を名乗ったタウンに分けられていた。
- Summer
  - Finnerödja
  - Karlstad
  - Smögen
  - Stockholm
  - Vimmerby
  - Visby

- Winter
  - Jukkasjärvi
  - Kiruna
  - Mora
  - Polcirkeln
  - Åre
  - Örnsköldsvik

- Autumn
  - Bohuslän
  - Hunneberg
  - Kivik
  - Klarälven
  - Sarek
  - Svedala

- Spring

成人(ISTなど)専用のサブキャンプで、参加者(18歳未満)の立ち入りは制限されていた。Springで生活している人用の食堂などが設置された。
各サブキャンプにはモニュメントが設置されていて、夜間にはライトアップされていた。

## その他
- ISTなど成人参加者にはSafe from Harmと呼ばれる子供の保護に関するプログラムをインターネットで修了することが義務付けられていた。
- 会場内ではほぼ全域でWi-Fiによるインターネットが無料で利用できた。
- ジャンボリーショップやキオスク(売店)での支払いはチャージ式のカードかクレジットカードが基本となり現金がそのまま使えるところは少なかった。
- 次回の第23回世界スカウトジャンボリーの開催国が日本であることから、日本にとっては重要な大会であった。閉会式では23大会のPRが代表スカウトにより行われた。